# Attentato di Bagratashen
Il 4 settembre 1994 avvenne un attentato al mercato del villaggio di Bagratashen, nel nord dell'Armenia, in cui 14 persone furono uccise (compresi i due attentatori) e 46 rimasero ferite, anche se le prime notizie parlavano di 10 morti e 26 feriti.
Bagratashen è un villaggio relativamente grande nella provincia armena di Tavush, al confine armeno-georgiano, non lontano dall'Azerbaigian. Sadakhlo, un grande villaggio a maggioranza azera di 10.000 abitanti si trova sul lato georgiano del confine. Negli anni '90, dopo la dissoluzione dell'Unione Sovietica, l'area era "un centro di bande mafiose che si occupavano in particolare di carburante al mercato nero" perché l'Armenia era sotto embargo dall'Azerbaigian, e il confine armeno-turco era chiuso dal 1993 a causa della conflitto con l'Azerbaigian. L'Armenia e l'Azerbaigian erano coinvolti in un sanguinoso conflitto nella prima guerra del Nagorno Karabakh.
L'attentato fu perpetrato da Imran Huseinov di Baku e da Turkmen Jafarov del villaggio di Bula nel distretto di Marneuli in Georgia, entrambi di etnia azera.
Secondo i funzionari locali, "l'ordigno era stato collocato in una valigetta". L'esplosione interessò una vasta area.